# Liste von Violinkonzerten
Wichtige Violinkonzerte, alphabetisch nach Komponist sortiert.

## Komponisten der vorklassischen Periode
Musikgeschichtlich wichtige Violinkonzerte der vorklassischen Periode komponierten u. a.:
- Johann Sebastian Bach (1685–1750)
- Francesco Geminiani (um 1680–1762)
- Jean-Marie Leclair (1697–1764)
- Pietro Locatelli (1695–1764)
- Johann Stamitz (1717–1757)
- Giuseppe Tartini (1692–1770)
- Georg Philipp Telemann (1681–1767)
- Giuseppe Torelli (1658–1709)
- Francesco Maria Veracini (1690–1768)
- Antonio Vivaldi (1678–1741)

## Weitere Violinkonzerte

### Aa, Michel van der(* 1970)
- Violin Concerto (2014), geschrieben für Janine Jansen. Auftragswerk des Royal Concertgebouw Orchestra und des Bergen Philharmonic Orchestra. UA: 6. November 2014 in Amsterdam mit Janine Jansen und dem Royal Concertgebouw Orchestra unter der Leitung von Vladimir Jurowski

### Aaltonen, Erkki(1910–1990)
- Violinkonzert (1966)

### Abendroth, Walter(1896–1973)
- Violinkonzert op. 35 (1957)

### Accolay, Jean-Baptiste(1833–1900)
- Violinkonzert Nr. 1 a-Moll (1868)
- Violinkonzert Nr. 2. d-Moll (1895)
- Violinkonzert Nr. 3 e-Moll (1899)

### Achron, Joseph(1908–1943)
- Violinkonzert Nr. 1 (1927)

### Actor, Lee(* 1952)
- Konzert für Violine und Orchester (2005)

### Adamia, Marina(* 1959)
- Konzert für Violine und symphonisches Orchester (1983)

### Adams, John(* 1947)
- Violin Concerto (1993)

### Adès, Thomas(* 1971)
- Concentric Paths: Violin Concerto, op. 24 (2005)

### Agolli, Lejla(* 1950)
- Violinkonzert Nr. 1
- Violinkonzert Nr. 2 (1983)

### Águila, Miguel del(* 1957)
- Violinkonzert (2008)

### Aho, Kalevi(* 1949)
- Sinfonie Nr. 3 für Violine und Orchester (Sinfonia concertante Nr. 1) (1971–1973)
- Konzert für Violine und Orchester (1981)

### Akses, Necil Kazim(1908–1999)
- Violinkonzert (1969)

### Alberga, Eleanor(* 1949)
- Violinkonzert No. 1 (2001)
- Violinkonzert No. 2 Narcissus (2019)

### Alburger, Mark(* 1957)
- Violinkonzert „Ticklish“ (2000)

### Alcalay, Luna(1928–2012)
- Violinkonzert Sentenzen (1996)

### Alwyn, William(1905–1985)
- Violinkonzert (1939)

### Andres, Daniel(* 1937)
- Violinkonzert (1976)

### Andriessen, Hendrik(1892–1981)
- Violinkonzert (1969)

### Andriessen, Jurriaan(1925–1996)
- Violinkonzert (1992)

### Ansink, Caroline(* 1959)
- Konzert für Violine und Orchester (1986)

### Antheil, George(1900–1959)
- Violinkonzert (1946)

### Archer, Violet(1913–2000)
- Konzert für Violine und Orchester (1959)

### Arrieu, Claude(1903–1990)
- Violinkonzert Nr. 1 (1938)
- Violinkonzert Nr. 2 (1949)

### Arutjunjan, Alexander(1920–2012)
- Armenia-88. Violinkonzert (1988) (zum Gedenken an die Opfer des Erdbebens in Armenien 1988; Ruben Aharonyan gewidmet)

### Assad, Clarice(* 1978)
- Violinkonzert (2004)

### Atterberg, Kurt(1887–1974)
- Violinkonzert op. 7 (1913)

### Auerbach, Lera(* 1973)
- Violinkonzert Nr. 1 (2003)
- Violinkonzert Nr. 2 (2004)
- Violinkonzert Nr. 3 „De Profundis“ (2015)

### Aulin, Tor(1866–1914)
- Violinkonzert Nr. 1 (1891)
- Violinkonzert Nr. 2 (1893)
- Violinkonzert Nr. 3 (1906)

### Bacewicz, Grażyna(1909–1969)
- Violinkonzert No. 1 (1937)
- Violinkonzert No. 2 (1945)
- Violinkonzert No. 3 (1948)
- Violinkonzert No. 4 (1951)
- Violinkonzert No. 5 (1954)
- Violinkonzert No. 6 (1957)
- Violinkonzert No. 7 (1965)

### Barber, Samuel(1910–1981)
- op. 14 (1939)

### Bartók, Béla(1881–1945)
- Nr. 1 (1908)
- Nr. 2 (1938)

### Bax, Arnold(1883–1953)
- Violinkonzert (1938)

### Beethoven, Ludwig van(1770–1827)
- Violinkonzert in D-Dur, op. 61 (1806)

### Ben-Chaim, Paul(1897–1984)
- Violinkonzert (1960, für Zvi Zeitlin)

### Benjamin, Arthur(1893–1960)
- Violinkonzert (1932)

### Berg, Alban(1885–1935)
- Violinkonzert Dem Andenken eines Engels (1935)

### Bériot, Charles-Auguste de(1802–1870)
- 10 Werke

### Berkeley, Lennox(1903–1989)
- Concerto for Violin, op. 89 (1961)

### Blacher, Boris(1903–1975)
- Violinkonzert op. 29 (1948)

### Bloch, Ernest(1880–1959)
- Violinkonzert (1938)

### Børresen, Hakon(1876–1954)
- Violinkonzert G-Dur, op.11 (1904)

### Bowen, York(1884–1961)
- Violinkonzert in e-Moll op. 33 (1913)

### Brahms, Johannes(1833–1897)
- D-Dur, op. 77 (1878)

### Britten, Benjamin(1913–1976)
- op. 15 (1939)

### Bronner, Mikhail(* 1952)
- Himmelspforte. Violinkonzert

### Bruch, Max(1838–1920)
- Nr. 1 g-Moll, op. 26 (1866–1868)
- Nr. 2 d-Moll, op. 44 (1878)
- Schottische Fantasie Es-Dur, op. 46 (1879/80)
- Nr. 3 d-Moll, op. 58 (1891)
- Serenade a-Moll, op. 75 (1899/1900)
- Konzertstück (Nr. 4) fis-Moll, op. 84 (1910)

### Bush, Alan(1900–1995)
- Violinkonzert op. 32 (1946–48)

### Busoni, Ferruccio(1866–1924)
- Violinkonzert D-Dur, op. 35a (1897)

### Castelnuovo-Tedesco, Mario(1895 – 1968)
- Concerto Italiano [Violinkonzert Nr. 1 für Violine und Orchester], op. 31 (1924)
- Violinkonzert Nr. 2 «I profeti», op. 66 (1931; für Jascha Heifetz)

### Cerha, Friedrich(1926–2023)
- Konzert für Violine und Orchester (2004)

### Chatschaturjan, Aram(1903–1978)
- Violinkonzert d-Moll (1940)
- Rhapsodie (1961/62)

### Coleridge-Taylor, Samuel(1875–1912)
- Violinkonzert g-Moll, op. 80 (1912)

### Daugherty, Michael(* 1954)
- Violinkonzert „Fire and Blood“ (2003)

### De Pastel, Karen(* 1949)
- Concertante op.2 (1966/67)[1]

### Diamond, David(1915–2005)
- Violinkonzert No. 1 (1937)
- Violinkonzert No. 2 (1947)
- Violinkonzert No. 3 (1976)

### Dietrich, Albert(1829–1908)
- Konzert für Violine und Orchester d-Moll op. 30 (1874)

### Dohnányi, Ernst von(1877–1960)
- Nr. 1 d-Moll, op. 27 (1914/15)
- Nr. 2 c-Moll, op. 43 (1949/50)

### Dun, Tan(* 1957)
- Violinkonzert „Rhapsody and Fantasia“ (2009/rev. 2018)
- Violinkonzert „Fire Ritual“ (2018)

### Durkó, Zsolt(1934–1997)
- Organismi für Violine und Orchester (1964)
- Refrains in memoriam Géza Szatmári für Violine und Kammerorchester (1979)

### Dutilleux, Henri(1916–2013)
- L’Arbre des songes, Concerto pour violon et orchestre (1985)

### Dvořák, Antonín(1841–1904)
- a-Moll, op. 53 (1879–1880)

### Eck, Friedrich(1767–1838)
- Violinkonzert Nr. 1 in E-Dur, gewidmet Ernst von Gemmingen
- Violinkonzert Nr. 2 in G-Dur, gewidmet Giovanni Battista Viotti
- Violinkonzert Nr. 3 in d-Moll
- Violinkonzert Nr. 4 in E-Dur
- Violinkonzert Nr. 5 in A-Dur
- Doppelkonzert für 2 Violinen in A-Dur

### Egk, Werner(1901–1983)
- Konzert für Violine und Kammerorchester (1928)
- Geigenmusik mit Orchester (1936)

### Einem, Gottfried von(1918–1996)
- Konzert für Violine und Orchester op.33 (1970)

### El-Khoury, Bechara(* 1957)
- Violinkonzert Nr. 1, op. 62 «Aux frontières de nulle part» (1999–2002)

### Eliasson, Anders(1947–2013)
- Concerto per violino ed orchestra d’archi, für Violine und Streicher (1992)
- Einsame Fahrt, Konzert für Violine und Orchester (2010)

### Elgar, Edward(1857–1934)
- h-Moll, op. 61 (1910)

### Enna, August(1859–1939)
- D-Dur,  (1897)

### Ernst, Heinrich Wilhelm(1812–1865)
- Concerto pathétique fis-Moll, op. 23 (1845–46)
- Violin-Concertino D-Dur, op. 12 (1836–37)

### Feldman, Morton(1926–1987)
- Violin and Orchestra (1979)

### Franck, Eduard(1817–1893)
- e-Moll, op. 30 (1855/1861, gedruckt 1890)
- D-Dur, op. 57 (1875)

### Franck, Richard(1858–1938)
- D-Dur, op. 43 (1906)

### Frankel, Benjamin(1906–1973)
- Violinkonzert „To the memory of the six million“, op. 24 (1951)

### Gade, Niels Wilhelm(1817–1890)
- d-Moll, op. 56 (1880)

### Garcia Abril, Anton(1933–2021)
- Cadencias für Violine und Orchester (1975)

### Gerhard, Roberto(1896–1970)
- Violinkonzert (1942–43)

### Ginastera, Alberto(1916–1983)
- Violin Concerto op. 30 (1963)

### Glass, Louis(1864–1936)
- Violinkoncert, op. 65 (UA Kopenhagen 1930, Julius Thornberg gewidmet)

### Glass, Philip(* 1937)
- Violin Concerto No. 1 (1987)
- Violin Concerto No. 2 (2009)

### Glasunow, Alexander(1865–1936)
- a-Moll, op. 82 (1904)

### Glière, Reinhold(1875–1956)
- Violinkonzert g-Moll op. 100 (1956, vervollständigt von Borys Ljatoschynskyj)

### Godard, Benjamin(1849–1895)
- Violinkonzert Nr. 1 Concerto romantique, op. 35 (1876)
- Violinkonzert Nr. 2 g-Moll, op. 131

### Goetz, Hermann(1840–1876)
- Violinkonzert (in einem Satz) op. 22 (1868)

### Goldmark, Karl(1830–1915)
- Violinkonzert op. 28 (1877)

### Goldschmidt, Berthold(1903–1996)
- Violinkonzert (1952/55)

### Gruber, Heinz Karl(* 1943)
- Violinkonzert No.1: ...aus schatten duft gewebt, für Violine und Orchester; UA: 20. September 1979, Berlin, überarbeitete Version UA: 20. Juli 1992
- Nebelsteinmusik für Violine und Streicher, UA: 10. Juli 1988, Festival St. Florian

### Gubaidulina, Sofia(1931–2025)
- Nr. 1 Offertorium (1980)
- Nr. 2 in tempus praesens (2007)
- Nr. 3 Dialog: Ich und Du (2018)

### Hamann, Bernhard(1909–1968)
- Violinkonzert in e-Moll op. 9
- Rondo capriccioso für Violine und Orchester op. 2

### Hartmann, Emil(1836–1898)
- Violinkonzert in g-moll op. 19 (Joseph Joachim gewidmet)

### Hartmann, Karl Amadeus(1905–1963)
- Concerto Funébre (1939)

### Hauer, Josef Matthias(1883–1959)
- Violinkonzert op. 54 (1928)

### Haydn, Joseph(1732–1809)
- C-Dur, Hob.VIIa:1 (1765)
- A-Dur, Hob.VIIa:3, Melker (1770)
- G-Dur, Hob.VIIa:4, (1769)

### Haydn, Michael(1737–1806)
- A-Dur MH 207
- G-Dur P. 52
- B-Dur P. 53

### Henze, Hans Werner(1926–2012)
- Nr. 1 (1947)
- Nr. 2 (1971)
- Nr. 3 (1996, rev. 2002)

### Hindemith, Paul(1895–1963)
- Violinkonzert (1939)

### Holliger, Heinz(* 1939)
- Hommage à Louis Soutter (von Thomas Zehetmair in der vollständigen Fassung mit dem 4. Satz 2003 uraufgeführt)

### Hubay Jenő(1858–1937)
- Violinkonzert Nr. 1 («Concerto dramatique») a-Moll, op. 21, Josef Joachim gewidmet (1884)
- Violinkonzert Nr. 2 e-Moll, op. 90, Oskar Studer gewidmet (ca. 1900)
- Violinkonzert Nr. 3 g-Moll, op. 99, Franz von Veczey gewidmet (1906-7)
- Violinkonzert Nr. 4 a-Moll, op. 101, Stefi Geyer gewidmet (1906-7)

### Joachim, Joseph(1831–1907)
- Violinkonzert in einem Satz, g-Moll, op. 3 (1851)
- Violinkonzert Nr. 2 «à la hongroise», d-Moll, op. 11 (1857)
- Violinkonzert Nr. 3, G-Dur, WoO 3 (1875)

### Jolivet, André(1905–1974)
- Concerto pour violon et orchestre (1972)

### Kabalewski, Dmitri(1904–1987)
- Violinkonzert C-Dur op. 48 (1948)

### Karlowicz, Mieczyslaw(1876–1909)
- Violinkonzert A-Dur op. 8 (1902)

### Kaun, Hugo(1863–1932)
- Fantasiestück op.66 (Konzert in einem Satz)

### Kim, Earl(1920–1998)
- Violinkonzert (1979; für Itzhak Perlman)

### Kirchner, Volker David(1942–2020)
- Konzert für Violine und Orchester  (Hommage à Krzysztof Penderecki) (1981/82)

### Klenau, Paul von(1883–1946)
- Violinkonzert a-moll (UA Kopenhagen, 1922)

### Kochan, Günter(1930–2009)
- D-Dur op. 1 (1951/52)
- Nr. 2 (1980)

### Konjus, Georgi(1862–1933)
- Violinkonzert e-Moll (1898)

### Korngold, Erich Wolfgang(1897–1957)
- D-Dur, op. 35 (1945)

### Krenek, Ernst(1900–1991)
- Nr. 1, op. 29 (1924)
- Nr. 2, op. 140 (1954)

### Kreutzer, Rodolphe(1766–1831)
- 19 Violinkonzerte

### Lassen, Eduard(1830–1904)
- Violinkonzert D-Dur Op. 87

### Lalo, Édouard(1823–1892)
- F-Dur, op. 20 (1874)
- Symphonie espagnole d-Moll, op. 21
- Concerto russe, op. 29

### Ligeti, György(1923–2006)
- Violinkonzert (1990–1992)

### Lipiński, Karol(1790–1861)
- Nr. 1 fis-Moll, op. 14
- Nr. 2 D-Dur, op. 21
- Nr. 3 e-Moll, op. 24
- Nr. 4 A-Dur, op. 32

### Lutosławski, Witold(1913–1994)
- Partita für Violine und Orchester, von der Widmungsträgerin Anne-Sophie Mutter 1988 uraufgeführt

### Martin, Frank(1890–1974)
- Concerto pour violon et orchestre (1950/51)

### Martinů, Bohuslav(1890–1959)
- Nr. 1 (1943)
- Nr. 2 (1949)

### Matthus, Siegfried(1934–2021)
- Violinkonzert (1968)

### Mendelssohn Bartholdy, Felix(1809–1847)
- d-Moll (1822)
- e-Moll, op. 64 (1844)

### Meyer, Edgar(* 1960)
- Violinkonzert (1999; für Hilary Hahn)

### Meyer, Ernst Hermann(1905–1988)
- Violinkonzert (1964)

### Meyer, Krzysztof(* 1943)
- No. 1 (1965)
- No. 2 (1996)

### Mieg, Peter(1906–1990)
- Konzert für Violine und Orchester (1949/59)

### Milford, Robin(1903–1959)
- The Darkling Thrush für Violine und Orchester, op. 17 (1928)
- Violinkonzert g-Moll, op. 47 (1937)

### Milhaud, Darius(1892–1974)
- Nr. 1 (1927)
- Concertino de Printemps (1934)
- Nr. 2 (1946?)
- Nr. 3 (1958)

### Mjaskowski, Nikolai(1881–1950)
- Violinkonzert d-Moll op. 44 (1938/39)

### Moeran, Ernest John(1894–1950)
- Violinkonzert (Arthur Catteral gewidmet) (1942)

### Mohaupt, Richard(1904–1957)
- Konzert für Violine und Orchester (1945)

### Moret, Norbert(1921–1998)
- En rêve, Concerto pour violon et orchestre de chambre (1988)

### Moszkowski, Moritz(1854–1925)
- Violinkonzert op. 30, MoszWV 161 (1883)

### Mozart, Wolfgang Amadeus(1756–1791)
Hauptartikel: Violinkonzerte (Mozart)
- Nr. 1 B-Dur, KV 207 (fertiggestellt am 14. April 1773)
- Nr. 2 D-Dur, KV 211 (1775)
- Nr. 3 G-Dur, KV 216, Strassburg (1775)
- Nr. 4 D-Dur, KV 218 (1775)
- Nr. 5 A-Dur KV 219, Türkisches (1775)

### Nachèz, Tivadar(1859–1930)
- Nr. 1 op. 30 (Joseph Joachim gewidmet)
- Nr. 2 op. 36 (Arthur Hartmann gewidmet)

### Nielsen, Carl(1865–1931)
- op. 33 (1911)

### Nono, Luigi(1924–1990)
- Varianti (1956/57)

### Paganini, Niccolò(1782–1840)
- Nr. 1 D-Dur, op. 6, MS 21 (ca. 1811–17)
- Nr. 2 h-Moll, op. 7, MS 48, La Campanella (1826)
- Nr. 3 E-Dur, MS 50 (ca. 1826–30)
- Nr. 4 d-Moll, MS 60 (ca. 1829–30)
- Nr. 5 a-Moll, MS 78 (1830)
- Nr. 6 e-Moll, op. posth., MS 75

### Panufnik, Andrzej(1914–1991)
- Konzert für Violine und Streicher (1971), Yehudi Menuhin gewidmet

### Penderecki, Krzysztof(1933–2020)
- Nr. 1 (1976/77)
- Nr. 2 „Metamorphosen“ (1982–1985)

### Peterson-Berger, Wilhelm(1867–1942)
- Violinkonzert in fis-Moll (1928)

### Pettersson, Gustav Allan(1911–1980)
- Nr. 1 (1949/50)
- Nr. 2 (1978, rev. 1980)

### Pfitzner, Hans(1869–1949)
- h-Moll, op. 34 (1923)

### Piston, Walter(1894–1976)
- Violinkonzert No. 1 (1939)
- Violinkonzert No. 2 (1960)

### Prokofjew, Sergei(1891–1953)
- Nr. 1 D-Dur, op. 19 (1917)
- Nr. 2 g-Moll, op. 63 (1935)

### Rautavaara, Einojuhani(1928–2016)
- Violinkonzert (1976–1977)

### Rawsthorne, Alan(1905–1971)
- Violinkonzert No. 1 (1948)
- Violinkonzert No. 2 (1956)

### Reger, Max(1873–1916)
- A-Dur, op. 101 (1907–1908)

### Respighi, Ottorino(1879–1936)
- Concerto gregoriano (1922)
- Concerto all’antica (1925)

### Reuter, Fritz(1896–1963)
- Konzert für Violine und Orchester (ab 1953)[2]

### Rieding, Oskar(1846–1916)
- Concerto op. 7 in e-Moll
- Concertino in ungarischer Weise op. 21 in a-Moll (1905)
- Concertino op. 24 in G-Dur
- Concertino op. 25 in D-Dur
- Concerto op. 34 in G-Dur
- Concerto op. 35 in h-Moll (1909)
- Concerto op. 36 in D-Dur

### Rihm, Wolfgang(* 1951)
- Gesungene Zeit (1992)
- Lichtes Spiel (2009)
- Gedicht des Malers (2014) (für Renaud Capuçon)

### Rode, Pierre(1774–1830)
- 13 Violinkonzerte

### Rouse, Christopher(1949–2019)
- Violinkonzert (1991)

### Rózsa, Miklós(1907–1995)
- Violinkonzert, op. 24 (1953)

### Rubbra, Edmund(1901–1986)
- Violinkonzert op. 103 (1959)

### Sachsen-Weimar, Johann Ernst Prinz von(1696–1715)
- 8 Violinkonzerte

### Saint-Saëns, Camille(1835–1921)
- Nr. 1 A-Dur, op. 20 (1859)
- Nr. 2 C-Dur, op. 58 (1858)
- Nr. 3 h-Moll, op. 61 (1880)

### Sallinen, Aulis(* 1935)
- Violinkonzert op. 18 (1968)

### Scharwenka, Philipp(1847–1917)
- Violinkonzert in G-Gur op.95

### Schmidt, Hartmut(* 1946)
- Konzert für Violine und Orchester (1986)

### Schnittke, Alfred(1934–1998)
- Nr. 1 (1957/62)
- Nr. 2 (1966)
- Nr. 3 für Violine und Kammerorchester (1978)
- Nr. 4 (1984)

### Schoeck, Othmar(1886–1957)
- Konzert für Violine und Orchester B-Dur, Quasi una fantasia op. 21 (1911/12)

### Schönberg, Arnold(1874–1951)
- op. 36 (1936)

### Schostakowitsch, Dmitri(1906–1975)
- Nr. 1 a-Moll, op. 77 (1948, rev. 1955 als op. 99)
- Nr. 2 cis-Moll, op. 129 (1967)

### Schubert, Franz(1797–1828)
- Konzertstück D-Dur D 345 (1816)

### Schumann, Robert(1810–1856)
- d-Moll (1853)

### Schuyten, Ernest(1881–1974)
- Violinkonzert in einem Satz (1932)

### Seitz, Friedrich(1848–1918)
- 8 Schüler-Konzerte

### Sheriff, Noam(1935–2018)
- Violinkonzert (1986; für Michael Guttman)

### Sibelius, Jean(1865–1957)
- Violinkonzert d-Moll, op. 47 (1904)

### Spohr, Louis(1784–1859)
- Konzert Nr. 1 A-Dur, op. 1 (1802)
- Konzert Nr. 2 d-Moll, op. 2 (1804)
- Konzert Nr. 3 C-Dur, op. 7 (1806)
- Konzert Nr. 4 h-Moll, op. 10 (1805)
- Konzert Nr. 5 Es-Dur, op. 17 (1807)
- Konzert Nr. 6 g-Moll, op. 28 (1808/09)
- Konzert Nr. 7 e-Moll, op. 38 (1814)
- Konzert Nr. 8 a-Moll, op. 47 (1816)
- Konzert Nr. 9 d-Moll, op. 55 (1820)
- Konzert Nr. 10 A-Dur, op. 62 (1810)
- Konzert Nr. 11 G-Dur, op. 70 (1825)
- Concertino Nr. 1 (auch Konzert Nr. 12) A-Dur, op. 79 (1828)
- Concertino Nr. 2 (auch Konzert Nr. 13) E-Dur, op. 92 (1835)
- Concertino Nr. 3 (auch Konzert Nr. 14) a-Moll „Sonst und Jetzt“, op. 110 (1839)
- Konzert Nr. 15 e-Moll, op. 128 (1844)
- Konzert G-Dur, WoO 9 (um 1799)
- Konzert e-moll, WoO 10 (1803/04)
- Konzert A-Dur, WoO 12 (1804)
- Konzertsatz für Violine und Orchester, WoO 16 (um 1809)

### Stanford, Charles Villiers(1852–1924)
- Violinkonzert Nr. 1 D-Dur op. 74
- Violinkonzert Nr. 2 g-Moll (1918, orch. Jeremy Dibble)

### Starer, Robert(1924–2001)
- Violinkonzert (für Itzhak Perlman)

### Stevens, Bernard(1916–1983)
- Violinkonzert op. 4, 1943 (von Max Rostal in Auftrag gegeben)

### Sthamer, Heinrich(1885–1955)
- Violinkonzert d-Moll, op.82, 1941

### Stojowski, Sigismont(1870–1946)
- Violinkonzert g-Moll, op. 22 (1899) (Władysław Górski gewidmet)

### Strauss, Richard(1864–1949)
- Violinkonzert d-Moll op. 8 (1880–82)

### Strawinski, Igor(1882–1971)
- Concerto in D (1931)

### Szymanowski, Karol(1882–1937)
- Nr. 1 op. 35 (1916)
- Nr. 2 op. 61 (1933)

### Thieriot, Ferdinand(1838–1919)
- 2 Konzerte, 3 Doppelkonzerte

### Tschaikowski, Boris(1925–1996)
- Violinkonzert in einem Satz (Viktor Pikaizen gewidmet) (1969)

### Tschaikowski, Pjotr(1840–1893)
- in D, op. 35 (1878)

### Tubin, Eduard(1905–1982)
- Violinkonzert Nr. 1 in D-Dur (1941–1942)
- Violinkonzert Nr. 2 (1945)

### Vasks, Pēteris(* 1946)
- Tāla gaisma (Fernes Licht), für Violine und Streichorchester (1996–1997)

### Veerhoff, Carlos(1926–2011)
- Violinkonzert Nr.1 op.40 (1976)
- Violinkonzert Nr.2 op.69 (1992)

### Vieuxtemps, Henri(1820–1881)
- Nr. 1 E-Dur, op. 10 (1840)
- Nr. 2 fis-Moll, op. 19 (ca. 1835–36)
- Nr. 3 A-Dur, op. 25 (1844)
- Nr. 4 d-Moll, op. 31 (ca. 1850)
- Nr. 5 a-Moll, op. 37, Grétry (1861)
- Nr. 6 G-Dur, op. 47/op. posth. 1 (1865–70)
- Nr. 7 a-Moll, op. 49/op. posth. 3

### Viotti, Giovanni Battista(1755–1824)
- 29 Werke

### Walton, William(1902–1983)
- Violinkonzert (1939, rev. 1945)

### Weill, Kurt(1900–1950)
- op. 12 (1925)

### Weinberg, Mieczysław(1919–1996)
- Violinkonzert op. 67 (1959)

### Wieniawski, Henryk(1835–1880)
- Nr. 1 fis-Moll, op. 14 (1853)
- Nr. 2 d-Moll, op. 22 (1862)

### Winding, August(1835–1899)
- Violinkonzert A-Dur, op. 11

### Woyrsch, Felix(1860–1944)
- Skaldische Rhapsodie, op.50 (1904)

### Wuorinen, Charles(1938–2020)
- Violinkonzert (1958)
- Violinkonzert (für verstärkte Violine) (1972)

### Ysaÿe, Eugène(1858–1931)
- 8 Werke

### Zehavi, Oded(* 1961)
- Violinkonzert (1998, Auftragswerk für Michael Guttman)

### Zwillich, Ellen Taaffe(* 1939)
- Concerto für Violine und Orchester (1997)
- Commedia dell’Arte für Solovioline und Streichorchester (2012) Auftragswerk für Nadja Salerno-Sonnenberg